# پیاز زیردارمرز
پیاز زیردارمرز (نام علمی: Allium obtusum) نام یک گونه از سرده سیر است.